# М-последовательность
М-последовательность или последовательность максимальной длины (англ. maximum-length sequence, MLS) — псевдослучайная двоичная последовательность, порожденная регистром сдвига с линейной обратной связью и имеющая максимальный период. М-последовательность является линейной рекуррентой над полем GF(2).
М-последовательности применяются в широкополосных системах связи.

## Свойства
М-последовательности обладают следующими свойствами (Голомб, 1967):
- М-последовательности являются периодическими с периодом {\displaystyle N=2^{n}-1};
- количество символов, принимающих значение единица, на длине одного периода М-последовательности  на единицу больше, чем количество символов, принимающих значение нуль;
- любые комбинации символов длины {\displaystyle n} на длине одного периода М-последовательности за исключением комбинации из {\displaystyle n} нулей встречаются не более одного раза. Комбинация из {\displaystyle n} нулей является запрещённой: на её основе может генерироваться только последовательность из одних нулей;
- сумма по модулю 2 любой М-последовательности с её произвольным циклическим сдвигом также является М-последовательностью;
- периодическая АКФ любой М-последовательности имеет постоянный уровень боковых лепестков, равный {\displaystyle -1/N}[1];
- АКФ усечённой М-последовательности, под которой понимается непериодическая последовательность длиной в период N, имеет величину боковых лепестков, близкую к {\displaystyle -1/{\sqrt {N}}}. Поэтому с ростом N величина боковых пиков уменьшается[1].

## Взаимоотношение с преобразованием Адамара
Кон и Лемпель (1977) обнаружили взаимоотношение между М-последовательностями и преобразованием Адамара, благодаря чему стало возможным вычисление автокорреляционной функции М-последовательности с помощью быстрого алгоритма наподобие БПФ.